# Список міністрів закордонних справ Румунії
Список міністрів закордонних справ Румунії

## Міністри закордонних справРумунії
1. Апостол Арсаке — (1862);
2. Александру Кантакузіно — (1862);
3. Йоан Ґріґоре Ґіка — (1862–1863);
4. Ніколае Росетті-Беленеску (1863–1865);
5. Александру Пападопол-Калімах — (1865–1866);
6. Йоан Ґріґоре Ґіка — (1866);
7. Петре Мавроґені — (1866);
8. Джордже Барбу Штірбей — (1866–1867);
9. Штефан Ґолеску — (1867);
10. Александру Теріачіу — (1867);
11. Штефан Ґолеску — (1867–1868);
12. Ніколае Ґолеску — (1868);
13. Димітріе Ґіка — (1868–1869);
14. Ніколае Калімакі-Катарджіу — (1869–1870);
15. Александру Ґолеску — (1870);
16. Петре Карп — (1870)
17. Ніколае Калімакі-Катарджіу — (1870–1871);
18. Ґеорґе Костафору — (1871–1873);
19. Васіле Боереску — (1873–1876);
20. Димітріе Корня — (1876);
21. Михаїл Коґелнічану — (1876);
22. Ніколае Іонеску — (1876–1877);
23. Михаїл Коґелнічану — (1877–1878);
24. Іон Кимпіняну[en] — (1878–1879);
25. Васіле Боереску — (1879–1881);
26. Думітру Бретіану — (1881);
27. Евґеніу Стетеску — (1881);
28. Димітріе Стурдза — (1881–1885);
29. Іон Кимпіняну[en] — (1885);
30. Йон Братіану — (1885);
31. Михаїл Ферекиде — (1885–1888);
32. Петре Карп — (1889);
33. Александру Лаговарі — (1889–1891);
34. Константін Есарку[en] — (1891);
35. Александру Лаговарі — (1891–1895);
36. Димітріе Стурдза — (1895–1896);
37. Константин Стоїцеску — (1896–1897);
38. Димітріе Стурдза — (1897–1899);
39. Йон Лаговарі — (1899–1900);
40. Александру Марґіломан — (1900–1901);
41. Димітріе Стурдза — (1901–1902);
42. Йон Братіану — (1902–1904);
43. Якоб Лаговарі — (1904–1907);
44. Йон Лаговарі — (1907);
45. Димітріе Стурдза — (1907–1908);
46. Йон Братіану — (1908–1909);
47. Александру Джувара — (1909–1910);
48. Титу Майореску — (1910–1913);
49. Еманоїл Порумбару — (1914–1916);
50. Йон Братіану — (1916–1918);
51. Александру Авереску — (1918);
52. Константин Аріон — (1918);
53. Константін Коанде — (1918);
54. Йон Братіану — (1918–1919);
55. Артур Вейтояну — (1919);
56. Ніколае Мішу — (1919);
57. Александру Вайда-Воєвод — (1919–1920);
58. Дуіліу Замфіреску — (1920);
59. Таке Іонеску — (1920–1921);
60. Ґеорґе Деруссі — (1921–1922);
61. Йон Ґеорґе Дука — (1922–1926);
62. Йон Мітілінеу — (1926–1927);
63. Барбу Штірбей — (1927);
64. Йон Братіану — (1927);
65. Ніколае Тітулеску — (1927–1928);
66. Ґеорґе Міронеску — (1928–1930);
67. Йон Міхалаке — (1930–1931);
68. Константін Арджетояну — (1931–1932);
69. Димітріе Ґіка — (1931–1932);
70. Александру Вайда-Воєвод — (1932);
71. Ніколае Тітулеску — (1932–1934);
72. Ґеорґе Тетереску — (1934);
73. Ніколае Тітулеску — (1934–1936);
74. Віктор Антонеску — (1936–1937);
75. Істрате Мікеску — (1937–1938);
76. Ґеорґе Тетереску — (1938);
77. Ніколае Петреску-Комнен — (1938–1939);
78. Ґриґоре Ґафенку — (1939–1940);
79. Михаїл Манойлеску — (1940);
80. Михаїл Р. Стурдза — (1940–1941);
81. Іон Антонеску — (1941–1943);
82. Міхай Антонеску — (1943–1944);
83. Грігоре Ніколеску-Бузешті — (1944);
84. Константин Вішояну — (1944–1945);
85. Ґеорґе Тетереску — (1945–1947).
86. Анна Паукер — (1947–1952);
87. Симіон Буґічі — (1952–1955);
88. Ґриґоре Преотяса — (1955–1957);
89. Іон Георге Маурер — (1957–1958);
90. Аврам Буначіу — (1958–1961);
91. Корнеліу Менеску — (1961–1972);
92. Джордже Маковеску — (1972–1978);
93. Штефан Андрей — (1978–1985);
94. Іліє Ведува — (1985–1986);
95. Йон Тоту — (1986–1989);
96. Йон Стоян — (1989);
97. Серджіу Челак — (1989–1990);
98. Адріан Нестасе — (1990–1992);
99. Теодор Мелешкану — (1992–1996);
100. Адріан Северин — (1996–1997);
101. Андрей Плешу — (1997–1999);
102. Петре Роман — (1999–2000);
103. Мірче Дан Джоане — (2000–2004);
104. Міхай Резван Унгуряну — (2004–2007);
105. Келін Попеску-Терічану — (2007);
106. Адріан Міхай Чорояну — (2007–2008);
107. Лазер Коменеску — (2008);
108. Крістіан Дяконеску — (2008–2009);
109. Кетелін Предою — (2009);
110. Теодор Баконскі — (2009–2012);
111. Крістіан Дяконеску — (2012);
112. Андрей Марга — (2012);
113. Тітус Корлецян — (2012—2014);
114. Теодор Мелешкану (2014);
115. Міхня Моток (2014);
116. Богдан Ауреску (2014—2015);
117. Лазер Коменеску (2015—2017);
118. Теодор Мелешкану (2017—2019);
119. Рамона Менеску[en] (2019);
120. Богдан Ауреску (2019—2023);
121. Лумініца Одобеску (2023—2024);
122. Еміль Хурезяну (2024-2025)
123. Оана Цою (з 2025)